# عبدالحسین وهاب‌زاده
عبدالحسین وهاب‌زاده (زاده ۷ مهر ۱۳۲۶ - سبزوار)، مترجم و اکولوژیست اهل ایران است.

## زندگی‌نامه
وهاب‌زاده لیسانس خود را در رشته کشاورزی از دانشگاه جندی شاپور اهواز و فوق لیسانس خود را در رشتهٔ علوم زیستی از دانشگاه آیووا آمریکا دریافت کرد و تحت تأثیر مطالعه آثار دیوید لک بوم‌شناس و پرنده‌شناس مشهور انگلیسی برای تحصیل در مقطع دکتری رهسپار دانشگاه آبردین (اسکاتلند) شد و رساله‌ای تحت عنوان بوم‌شناسی قمری خانگی در محیط‌های شهری را برای تز دکترایش انتخاب کرد. او برای انجام کارهای عملی مربوط به پایان‌نامه به ایران بازگشت ولی به علت تغییر و تحولات پس از پیروزی انقلاب اسلامی در بهمن ۵۷ و وقوع انقلاب فرهنگی و همچنین مرگ استاد راهنما نتوانست به تحصیل در این مقطع ادامه دهد و مقطع دکتری او نیمه تمام ماند.
وی بیش از ۴۰ سال در دانشگاه‌های مختلف ایران، بوم‌شناسی و علوم محیط‌زیست تدریس کرد و هم‌اکنون در سمت مدیر مسئول یک مؤسسهٔ پژوهشی خصوصی در زمینهٔ علوم زیستی مشغول به کار است. وهاب‌زاده در کمیتهٔ آموزشی اتحادیهٔ بین‌المللی حفاظت از طبیعت (IUCN) نیز عضویت دارد.
عبدالحسین وهاب‌زاده از صاحب‌نظران برجستهٔ محیط زیست در ایران محسوب می‌شود و از ویژگی‌های او برخورداری از دیدگاهی اکولوژیکی-
فرهنگی است، به‌طوری‌که محیط زیست و تغییرات آن را صرفاً پدیده‌ای اکولوژیکی نمی‌داند بلکه به کنش‌های فرهنگی و اجتماعی نیز توجه دارد. از او مقالات چندی در نشریات معتبر به چاپ رسیده‌است. وهاب‌زاده در سال ۱۳۸۴ برندهٔ جایزهٔ ملی محیط زیست ایران شد و در سال ۸۵ جایزهٔ مهرگان علم برای کتاب «تنوع حیات» به ایشان اهدا گردید. وی همچنین در سال ۱۳۸۷ از سوی شهرداری تهران به عنوان یکی از سی خادم محیط زیست ایران معرفی شد.
عبدالحسین وهاب‌زاده، در سال ۱۴۰۲ در قالب یک مسترکلاس تخصصی آنلاین و ۱۸ قسمتی در پلتفرم آموزشی «صفحه نو» به‌عنوان بنیان‌گذارِ «مدرسه طبیعت» در صفحه‌نو از تجربیات خود دربارهٔ کودک و طبیعت سخن گفت. او در این دوره دربارهٔ شناخت دوران کودکی، تأثیر طبیعت بر رشد کودک، پیامدهای دوری کودک از طبیعت، شیوهٔ یادگیری آزاد، انتخاب رویکرد آموزشی مناسب برای کودک و اشکالات موجود در نظام آموزشی، و همچنین دربارهٔ تسهیلگری، زیستگاه غنی، بازی و رهایی و تأثیرشان بر رشد کودک، تأثیرات مثبت و منفی خانواده بر کودک، راه‌هایی برای تجربهٔ طبیعت در شهر، محله و خانه سخن گفته‌است.

## جوایز و افتخارات
- جایزه ملی محیط زیست ایران - ۱۳۸۴
- جایزه مهرگان علم - ۱۳۸۵
- یکی از سی خادم محیط زیست ایران به انتخاب شهرداری تهران - ۱۳۸۷
- جایزه یازدهمین دوره کتاب فصل - پاییز ۱۳۸۸
- جایزه کتاب سال جمهوری اسلامی ایران - ۱۳۸۹
- جایزه ترویج علم[۱] - ۱۳۹۴
- جایزه ملی محیط زیست - ۱۳۹۶ (از سوی سازمان حفاظت محیط زیست)
- مرد سال کارآفرینی آموزشی - ۱۳۹۶ (از سوی دانشگاه شهید بهشتی تهران)

## مدرسه طبیعت
وهاب‌زاده ایده پرداز شکل‌گیری مدرسه طبیعت در ایران است، ایده‌ای که در نقاط زیادی از دنیا در حال اجرا است. ایده مدرسه طبیعت حاصل سال‌های طولانی تدریس و تجربیات وی برای یافتن نقطه اثرگذاری و ایفای نقش اجتماعی‌اش و از منظر وی گره‌گشای آموزش‌های ناکارآمد محیط زیست است. عبدالحسین وهاب‌زاده در حال ترویج ایده مدرسه طبیعت در سرتاسر ایران است؛ بذرهایی که این فعال محیط زیست ایران در حال کاشتن است، برخی میوه داده‌اند و برخی تازه جوانه زده‌اند. این ایده در مدرسه طبیعت «کاوی‌کنج سابق» باغ شبنم مشهد، مدرسه «گلستان»، همجوار با پارک ملی گلستان، مدارس چالوس، کیاشهر، بیرجند، اصفهان، تهران، عباس‌آباد مازندران، کرمانشاه، قشم، ساری، همدان، دماوند، کرج (چهارباغ) و بابل … با تلاش دوستداران کودک و طبیعت در حال پا گرفتن است.
تا کنون بیش از ۷۰ مدرسه طبیعت در سرتاسر ایران آغاز به کار کرده‌اند.
در مرداد ۱۳۹۸ دستور تعطیلی این مدارس صادر گردید.

## آثار
وهاب‌زاده تاکنون بیش از ده هزار صفحه تألیف و ترجمه را با ممارست و حساسیت ویژه در اختیار علاقه‌مندان محیط زیست قرار داده که به شرح ذیل می‌باشد: